# Wyżyna Wschodniotuwińska
Wyżyna Wschodniotuwińska (ros.: Восточно-Тувинское нагорье, Wostoczno-Tuwinskoje nagorje) – wyżyna we wschodniej Tuwie, w Rosji, której większa część leży pomiędzy Wielkim Jenisejem (tuw.: Bij-Hem) i Małym Jenisejem (tuw.: Ka-Hem). Składa się z kilku pasm górskich i rozdzielających je kotlin i dolin. Wznosi się średnio na wysokość 1500–1600 m n.p.m. Najwyższy szczyt, który wznosi się na wysokość 2895 m n.p.m., znajduje się w Górach Akademika Obruczewa. Występują ślady dawnego zlodowacenia. Wyżyna zbudowana głównie paleozoicznych (przede wszystkim kambryjskich) skał osadowo-wulkanicznych i granitoidów. Zbocza porośnięte tajgą (modrzew i sosna). W wyższych partiach występuje tundra górska.